# Saint Lucia na Letnich Igrzyskach Olimpijskich 2008
Reprezentacja Saint Lucia na Letnich Igrzyskach Olimpijskich 2008 liczyła czworo zawodników (3 kobiety i 1 mężczyzna). Saint Lucia miała swoich przedstawicieli w 2 spośród 28 rozgrywanych dyscyplin. Zawodnicy z tego kraju nie zdobyli żadnego medalu. Chorążym reprezentacji Saint Lucia była lekkoatletka Levern Spencer, specjalizująca się w skoku wzwyż, dla której był to debiut na igrzyskach. Najmłodszą reprezentantką Saint Lucia na Letnich Igrzyskach Olimpijskich 2008 była 18-letnia pływaczka Danielle Beaubrun, a najstarszym przedstawicielem tego kraju był lekkoatleta specjalizujący się w skoku o tyczce – niespełna 33-letni Dominic Johnson, który, jako jedyny z całej reprezentacji, startował w igrzyskach po raz kolejny (w tym wypadku trzeci) w karierze.
Był to czwarty start Saint Lucia, zarówno na letnich igrzyskach olimpijskich, jak i igrzyskach olimpijskich w ogóle (kraj ten nigdy nie wystawił reprezentanta do udziału zimowych igrzyskach olimpijskich). Najlepszym wynikiem, jaki osiągnęli reprezentanci Saint Lucia na Letnich Igrzyskach Olimpijskich 2008 była 27. pozycja, jaką Levern Spencer zajęła w rywalizacji skoczkiń wzwyż.

## Tło startu
Narodowy Komitet Olimpijski Saint Lucia powstał w 1987 roku. Międzynarodowy Komitet Olimpijski uznał jego członkostwo w 1993 roku. Od tego czasu Komitet Olimpijski Saint Lucia zgłasza reprezentacje tego kraju do udziału w najważniejszych imprezach międzynarodowych. Pierwszym takim startem był udział reprezentantów Saint Lucia w igrzyskach Ameryki Środkowej i Karaibów rozegranych w 1993 roku w Portoryko. Od tego momentu Saint Lucia regularnie wystawia swoje reprezentacje do udziału w zawodach takich jak igrzyska panamerykańskie, czy igrzyska Wspólnoty Narodów. Saint Lucia na letnich igrzyskach olimpijskich zadebiutowała w 1996 roku. Jej reprezentanci do czasu startu w igrzyskach w Pekinie nie zdobyli żadnego medalu olimpijskiego.
Oprócz zawodników na Letnie Igrzyska Olimpijskie 2008 przyleciała 7-osobowa delegacja tego kraju, w której skład weszli: szef misji olimpijskiej tego kraju Alfred Emmanuel, trenerzy Henry Bailey (lekkoatletyka) i Karen Beaubrun (pływanie), prezydent Komitetu Olimpijskiego Saint Lucia Richard Peterkin, fotograf Francis Tobias oraz minister młodzieży i sportu Lenard Montoute wraz ze swoją żoną Barbarą Montoute.
Podczas ceremonii otwarcia zawodów chorążym reprezentacji Saint Lucia była skoczkini wzwyż Levern Spencer. Reprezentacja Saint Lucia pojawiła się na płycie głównej Stadionu Narodowego w Pekinie jako 67. z kolei. Mieszkańcy tego kraju nie mogli jednak oglądać transmisji telewizyjnej z tego wydarzenia z powodu awarii lokalnego dostawcy telewizji kablowej.

## Statystyki według dyscyplin
Spośród dwudziestu ośmiu dyscyplin sportowych, które Międzynarodowy Komitet Olimpijski włączył do kalendarza igrzysk, reprezentacja Saint Lucia wzięła udział w dwóch. Najliczniejszą reprezentację Saint Lucia wystawiła w rywalizacji lekkoatletycznej, w której wystąpiło troje zawodników z tego kraju.
| Lp.     | Sport         | Mężczyźni | Kobiety | Łącznie |
| ------- | ------------- | --------- | ------- | ------- |
| 1.      | Lekkoatletyka | 1         | 2       | 3       |
| 2.      | Pływanie      | –         | 1       | 1       |
| Łącznie | Łącznie       | 1         | 3       | 4       |

## Konkurencje

### Lekkoatletyka
Saint Lucia w lekkoatletyce reprezentowało troje zawodników – 2 kobiety i 1 mężczyzna. Każdy z nich wystartował w jednej konkurencji. Jako pierwsza do startu w Letnich Igrzyskach Olimpijskich 2008 zakwalifikowała się oszczepniczka Erma-Gene Evans, która 11 maja 2007 roku dokonała tego w czasie mistrzostw konferencji Conference USA w lekkoatletyce rozgrywanych w ramach rywalizacji w dywizji I National Collegiate Athletic Association. Uzyskała wówczas odległość 56,45 metrów, wypełniając tym samym minimum kwalifikacyjne B ustanowione przez Międzynarodowe Stowarzyszenie Federacji Lekkoatletycznych i ustanawiając nowy rekord kraju w rzucie oszczepem kobiet. Dwa dni później do startu w igrzyskach zakwalifikowała się skoczkini wzwyż Levern Spencer, która dokonała tego w mistrzostwach konferencji Southeastern Conference w lekkoatletyce rozgrywanych w ramach rywalizacji w dywizji I National Collegiate Athletic Association. Uzyskała wówczas wysokość 1,92 metra, dzięki czemu, podobnie jak Evans, wypełniła kwalifikacyjne minimum B. Ostatnim reprezentantem Saint Lucia, który zakwalifikował się do udziału w Letnich Igrzyskach Olimpijskich 2008 był Dominic Johnson, który na początku sierpnia 2008 roku, podczas mityngu lekkoatletycznego rozgrywanego w San Diego pod patronatem USA Track & Field (Amerykańskiego Związku Lekkoatletycznego), uzyskał wysokość 5,55 metrów, wypełniając tym samym kwalifikacyjne minimum B. Jako pierwsza podczas igrzysk w Pekinie wystartowała Erma-Gene Evans, która wzięła udział w rywalizacji oszczepniczek. W najlepszej, trzeciej próbie w eliminacjach uzyskała odległość 56,27 metrów, zajmując w swojej grupie 15. pozycję. Tym samym nie wypełniła minimum potrzebnego do awansu do finału (61,50 metrów) i została sklasyfikowana na 30. miejscu w gronie 54. uczestniczek tej konkurencji. Jej występ w ojczystym kraju został jednak oceniony pozytywnie, gdyż zajęła 3. miejsce wśród zawodniczek pochodzących z Karaibów (lepsze od niej okazały się: Kubanka Osleidys Menéndez i reprezentantka Wysp Bahama Lavern Eve). Jako drugi wystartował Dominic Johnson, który wziął udział w rywalizacji skoczków o tyczce. W eliminacjach uzyskał wysokość 5,30 metrów, zajmując w swojej grupie 17. miejsce (ex aequo z Czechem Štěpánem Janáčkiem). Tym samym nie wypełnił minimum kwalifikacyjnego do finału (5,75 metrów) i został sklasyfikowany na 30. pozycji wśród 38. uczestników tej konkurencji. Jako ostatnia w zawodach wystartowała Levern Spencer, która wzięła udział w rywalizacji skoczkiń wzwyż. W eliminacjach osiągnęła wysokość 1,85 metra, zajmując w swojej grupie 14. miejsce. Tym samym nie wypełniła minimum kwalifikacyjnego potrzebnego do awansu do finału (1,96 metra) i została sklasyfikowana na 27. pozycji wśród 32. uczestniczek tej konkurencji.

#### Mężczyźni
- Dominic Johnson

#### Kobiety
- Erma-Gene Evans
- Levern Spencer

#### Wyniki
| Wydarzenie             | Zawodnik/ Zawodniczka | Eliminacje | Eliminacje | Finał | Finał   |
| Wydarzenie             | Zawodnik/ Zawodniczka | Wynik      | Miejsce    | Wynik | Miejsce |
| ---------------------- | --------------------- | ---------- | ---------- | ----- | ------- |
| Rzut oszczepem kobiet  | Erma-Gene Evans       | 56,27      | 15.        | nq    | 30.     |
| Skok o tyczce mężczyzn | Dominic Johnson       | 5,30       | 17.        | nq    | 30.     |
| Skok wzwyż kobiet      | Levern Spencer        | 1,85       | 14.        | nq    | 27.     |

### Pływanie
Saint Lucia w pływaniu reprezentowała jedna zawodniczka – Danielle Beaubrun, dla której był to debiut na igrzyskach olimpijskich. Początkowo nie zakwalifikowała się ona do udziału w Letnich Igrzyskach Olimpijskich 2008, gdyż nie uzyskała wymaganego minimum kwalifikacyjnego. Zgodnie z przepisami przyjętymi przez Światową Federację Pływacką każdy kraj, w którym żaden z zawodników nie wypełnił minimum kwalifikacyjnego otrzymał zaproszenie do zgłoszenia do Letnich Igrzysk Olimpijskich 2008 nie więcej niż 2 pływaków. Jedynym kryterium jaki musieli oni spełnić był wcześniejszy start na Mistrzostwach Świata w Pływaniu 2007. Danielle Beaubrun spełniła to kryterium, gdyż w czasie tych zawodów wystartowała w trzech konkurencjach – wyścigu na 50 metrów stylem dowolnym (zajęła w nim 89. miejsce), 100 metrów stylem klasycznym (47. pozycja) oraz 50 metrów stylem klasycznym (37. miejsce). W związku z tym Amatorski Związek Pływacki Saint Lucia (Saint Lucia Amateur Swimming Association) zgłosił Beaubrun do udziału w igrzyskach. Wystartowała ona w jednej konkurencji – wyścigu na 100 metrów stylem klasycznym. W swoim wyścigu eliminacyjnym uzyskała czas 1:12,85 i zajęła 3. pozycję, jednak nie zakwalifikowała się do dalszej rywalizacji. Ostatecznie została sklasyfikowana na 42. miejscu w gronie 49. uczestniczek.

#### Kobiety
- Danielle Beaubrun

#### Wyniki
| Konkurencja          | Zawodniczka       | Eliminacje | Eliminacje | Półfinał | Półfinał | Finał | Finał   |
| Konkurencja          | Zawodniczka       | Czas       | Miejsce    | Czas     | Miejsce  | Czas  | Miejsce |
| -------------------- | ----------------- | ---------- | ---------- | -------- | -------- | ----- | ------- |
| 100 m st. klasycznym | Danielle Beaubrun | 1:12,85    | 3.         | nq       | nq       | nq    | 42.     |